# Marc Chevalier (préfet)
Pour les articles homonymes, voir Marc Chevalier et Chevalier.
Prosper Eugène Chevalier dit Marc Eugène Chevalier (1896-1976), administrateur de société, a été préfet de Seine-et-Oise (1940-1942).

## Biographie
Marc Chevalier est né à La Clayette, en Saône-et-Loire, le 27 septembre 1896. Il étudie le droit à Dijon où il obtient sa licence. 
Il devint chef du secrétariat particulier du ministre de la Justice Laurent Bonnevay en 1921. Il est nommé sous-préfet de Château-Chinon (1922), d’Avalon (1926), secrétaire général de Meurthe-et-Moselle (1930).   
Il est chef de cabinet du ministre Pierre-Étienne Flandin en 1931, et le reste quand ce dernier devient président du Conseil. Nommé préfet du Bas-Rhin en 1935, il préfère rester au service de Flandin. Puis en 1938, il est nommé préfet de la Moselle,. Il exerce cette charge à Metz, à la veille de la Seconde Guerre mondiale. En mars 1939, il change d'affection et devient préfet d’Alger.  

### Régime de Vichy
Pendant l’Occupation allemande, il est d’abord nommé préfet des  Alpes-Maritimes (en zone libre) puis  exerce les fonctions  de préfet de Seine-et-Oise (en zone occupée) de 1940 à 1942. Il est notamment en fonction le 27 août 1941 lors de la tentative d’assassinat de Pierre Laval à Versailles, et présent sur place. Ce jour-là, Pierre Laval est venu en cette cité passer en revue le premier contingent de la Légion des volontaires français (LVF), volontaires français sous uniforme allemand sur le point de partir pour participer à l’opération Barbarossa. La cérémonie est organisée à la caserne Borgnis-Desbordes, et réunit notamment  Eugène Deloncle, président du Comité central de la Légion des volontaires français, Marcel Déat, fondateur du Rassemblement national populaire (RNP), et le ministre plénipotentiaire allemand Schleier. Les autorités administratives, que représentait le préfet, avaient été tenues à l’écart de l’organisation de cet événement, la LVF se chargeant de tout. Marc-Eugène Chevalier n’était pas même invité, mais informé, il décide de passer outre cet ostracisme et d’être présent. Il arrive sur place, accompagnant Fernand de Brinon, délégué général du gouvernement français dans les territoires occupés. Lorsque les coups de feu éclatent, il fait intervenir les gendarmes pour arrêter leur auteur, un jeune ouvrier de 21 ans, Paul Collette, ancien membre des Croix-de-feu,  et le soustraire aux violences des légionnaires.
Il fait réquisitionner le Sanatorium d'Aincourt pour le transformer en camp d'internement pour les "indésirables" selon Vichy (Communistes, Syndicalistes...).
Il est nommé conseiller d’État en janvier 1943.
Il a été décoré de l'ordre de la Francisque.

### Libération et après-guerre
Il est suspendu de ses fonctions au Conseil d’État le 8 septembre 1944 et mis à la retraite d’office le 31 octobre suivant. 
Il fut maire de Daillecourt, dans la Haute-Marne. 
Il est mort le 23 mai 1976 à Nice.

## Distinctions
- Ordre de la Francisque